# Welcome to My Nightmare (chanson)
Singles de Alice Cooper
Only Women Bleed
(1975) I Never Cry
(1976)
Welcome to My Nightmare est une chanson d'Alice Cooper issue de l'album éponyme sorti en 1975. La chanson est éditée et déclinée avec plusieurs face-b différentes selon le pays. Welcome to My Nightmare s'est classé à la 45e position aux États-Unis la semaine du 22 novembre 1975 et est resté classé 6 semaines dans les charts du Billboard Hot 100. Le titre est joué la première fois le 21 mars 1975 au Wings Stadium à Kalamazoo (Michigan) et servira de titre d'ouverture pour la tournée de l'album,.
Alice Cooper a interprété la chanson lors du 7e épisode de la troisième saison du Muppet Show. L'épisode a été produit entre le 28 et 30 mars 1978 et diffusé le 2 novembre 1978 aux États-Unis. Alice Cooper y interprète également d'autres chansons : School's Out et You and Me.
Les versions anglaises et allemandes du single publiées par Anchor Records, comportent le titre Black Widow. L'édition américaine par Atlantic Records, propose le titre Cold Ethyl en tant que face-b. Le single est réédité la même année, toujours par Atlantic Records, avec le titre Only Women Bleed. La chanson est reprise en 1999 pour l'album hommage A Tribute to Alice Cooper, interprétée par Ronnie James Dio aux chants, Paul Taylor aux claviers, Bob Kulick et Steve Lukather à la guitare, Randy Castillo à la batterie et Phil Soussan à la basse.

## Musiciens
- Alice Cooper - chants
- Dick Wagner - guitare électrique, guitare acoustique
- Tony Levin - asse
- Jozef Chirowski - clarinette
- Johnny "Bee" Badanjek - batterie

## Liste des titres
Tous les titres ont été écrits et composés par Alice Cooper et Dick Wagner sauf indication.
| A. | Welcome to My Nightmare   | 2:44 |
| B. | Cold Ethyl (Cooper, Ezin) | 2:50 |

| A. | Welcome to My Nightmare             | 2:50 |
| B. | Black Widow (Cooper, Ezrin, Wagner) | 3:22 |

| A. | Welcome to My Nightmare                 | 2:44 |
| B. | Only Women Bleed (stylisé "Only Women") | 3:29 |